# A Farewell to Kings
| Recensione | Giudizio |
| ---------- | -------- |
| AllMusic   |          |

A Farewell to Kings è il quinto album in studio della rock band canadese Rush pubblicato nell'agosto 1977.
L'album è stato registrato in tre settimane presso i Rockfield Studios in Galles nel giugno del 1977 e mixato presso gli Advision Studios di Londra.
Certificato dalla RIAA disco d'oro il 16 novembre 1977 e disco di platino il 1º dicembre 1993.

## Descrizione
Il suono dei Rush si arricchisce grazie all'utilizzo dei sintetizzatori, al variegato uso di percussioni; le sedute di registrazione vengono effettuate nel Vecchio Continente per cercare di avvicinarsi alle atmosfere che hanno visto nascere i capolavori del rock progressivo, le cui sonorità, strutture e arrangiamenti assumono sempre più importanza nei brani del gruppo. In apertura troviamo il brano che dà il titolo dell'album: il prologo è con la chitarra acustica, alla maniera di Steve Hackett; segue poi Xanadu, dove i cambi di tempo e di atmosfere si succedono come è usuale nel rock progressivo.
Va segnalata Closer to The Heart, la prima vera hit del gruppo, caratterizzata da sonorità americane che faranno molta fortuna per la band, soprattutto dal vivo.
Il disco si chiude con Cygnus X-1, complesso brano enfatizzato dalla prestazione vocale di Geddy Lee nel finale e che avrà un seguito nel successivo album, Hemispheres, del 1978. A Farewell to Kings è stato l'album scelto dalla Mercury Records per il lancio della band in Europa: in precedenza gli album reperibili erano solo d'importazione.
La critica del tempo formula giudizi entusiastici, definendo senza mezzi termini A Farewell to Kings un capolavoro. Nonostante la centralità del disco sia concentrata sui due pezzi lunghi - l'ambiziosa Xanadu e la complessa e un po' frammentaria Cygnus X-1 - anche gli altri quattro brani risultano freschi e avvincenti. Un limite dei Rush può esser trovato esclusivamente nella voce acuta e squillante di Lee, ma ciò si rivela esser un'inezia di fronte al trionfalistico album. Greg Prato di AllMusic evidenzia l'alto livello di scrittura e l'approccio musicale raggiunto dal gruppo. I sintetizzatori conquistano più spazio nella trama musicale e brani brevi e concisi come Closer to the Heart funzionano alla perfezione, mentre Xanadu raggiunge un risultato eccezionale. Il pezzo A Farewell to Kings esplode in un potente rock dopo una gustosa introduzione per chitarra classica. Cinderella Man con il testo di Lee ispirato al film È arrivata la felicità di Frank Capra. Madrigal si fa notare per la sua bellezza e delicatezza, mentre la traccia conclusiva Cygnus X-1 sorprende un po' l'ascoltatore. L'album ha permesso ai Rush di consolidare il successo in entrambe le sponde dell'Atlantico.
I Primus hanno scelto di omaggiare i Rush mediante l'esecuzione dell'intero album A Farewell to Kings durante il tour del 2021, durante i concerti la sezione dello show a ciò dedicata ha come titolo A Tribute to Kings; per preparare i brani Les Claypool si è incontrato con Geddy Lee per consigli sull'esecuzione dei pezzi.

## Tracce
Testi di Neil Peart, musiche di Geddy Lee e Alex Lifeson, eccetto dove indicato.
1. A Farewell to Kings – 5:51 (musica: Geddy Lee, Alex Lifeson, Neil Peart)
2. Xanadu – 11:08
3. Closer to the Heart – 2:53 (testo: Neil Peart, Peter Talbot)
4. Cinderella Man – 4:21 (testo: Geddy Lee)
5. Madrigal – 2:35
6. Cygnus X-1 Book I: The Voyage – 10:25 (musica: Geddy Lee, Alex Lifeson, Neil Peart)

## Formazione
Gruppo
- Geddy Lee - basso, tastiera, voce
- Alex Lifeson - chitarra elettrica, chitarra acustica
- Neil Peart - batteria, percussioni

Altri musicisti
- Terry Brown - voce narrante in Cygnus X-1[4]

## Classifiche
| Classifica (1977) | Posizione massima |
| ----------------- | ----------------- |
| Stati Uniti       | 33                |

## Principali edizioni e formati
A Farewell to Kings è stato pubblicato nel corso degli anni in varie edizioni, ristampe e formati; queste le principali:
- 1977, Anthem Records (solo Canada), formato: LP, MC, 8-Tracks
- 1977, Mercury Records, formato: LP, MC, 8-Tracks
- 1986, Mercury Records, formato: CD
- 1997, Mercury Records, formato: CD, rimasterizzato
- 2015, Mercury Records, formato: LP (vinile 200 g.), Blu-ray audio, rimasterizzato
- 2017, Mercury Records, formato: triplo CD, quadruplo LP (vinile 180 g.), 40th anniversary edition
- 2011, Mercury Records, all'interno del cofanetto Sector 2, formato: CD, DVD, rimasterizzato

### 40th anniversary edition
L'edizione 40th anniversary è stata pubblicata il 1º dicembre 2017 in varie versioni (triplo CD, quadruplo LP, oppure in tutti i formati nella versione "super deluxe edition"). Essa presenta:
- la copertina e artwork rivisitati (diversa dall'originale) da Hugh Syme
- la versione rimasterizzata delle tracce originali presso gli Abbey Road Studios (nella versione già edita nel 2015)
- la versione rimasterizzata da Terry Brown del concerto completo del febbraio 1978 presso l'Hammersmith Odeon di Londra (in parte già pubblicato nell'album Different Stages del 1998 e comprendente Lakeside Park, Closer to the Heart, 2112 e assolo di batteria precedentemente inedite)
- varie versioni di brani interpretate da altri artisti
- prove dei suoni di sintetizzatore del brano Cygnus X-1, intitolata Cygnus X-2 Eh
- lungo scritto a cura di Rob Bowman
- vari gadget e riproduzione del tourbook di A Farewell to Kings